# Frédéric III de Thuringe
Frédéric III dit le Sévère (en allemand : Friedrich III. der Strenge), né le 14 décembre 1332 à Dresde et décédé le 21 mai 1381 à Altenbourg, est un prince de la maison de Wettin, fils du margrave Frédéric II de Misnie. Il fut margrave de Misnie et landgrave de Thuringe de 1349 jusqu'à sa mort.

## Famille

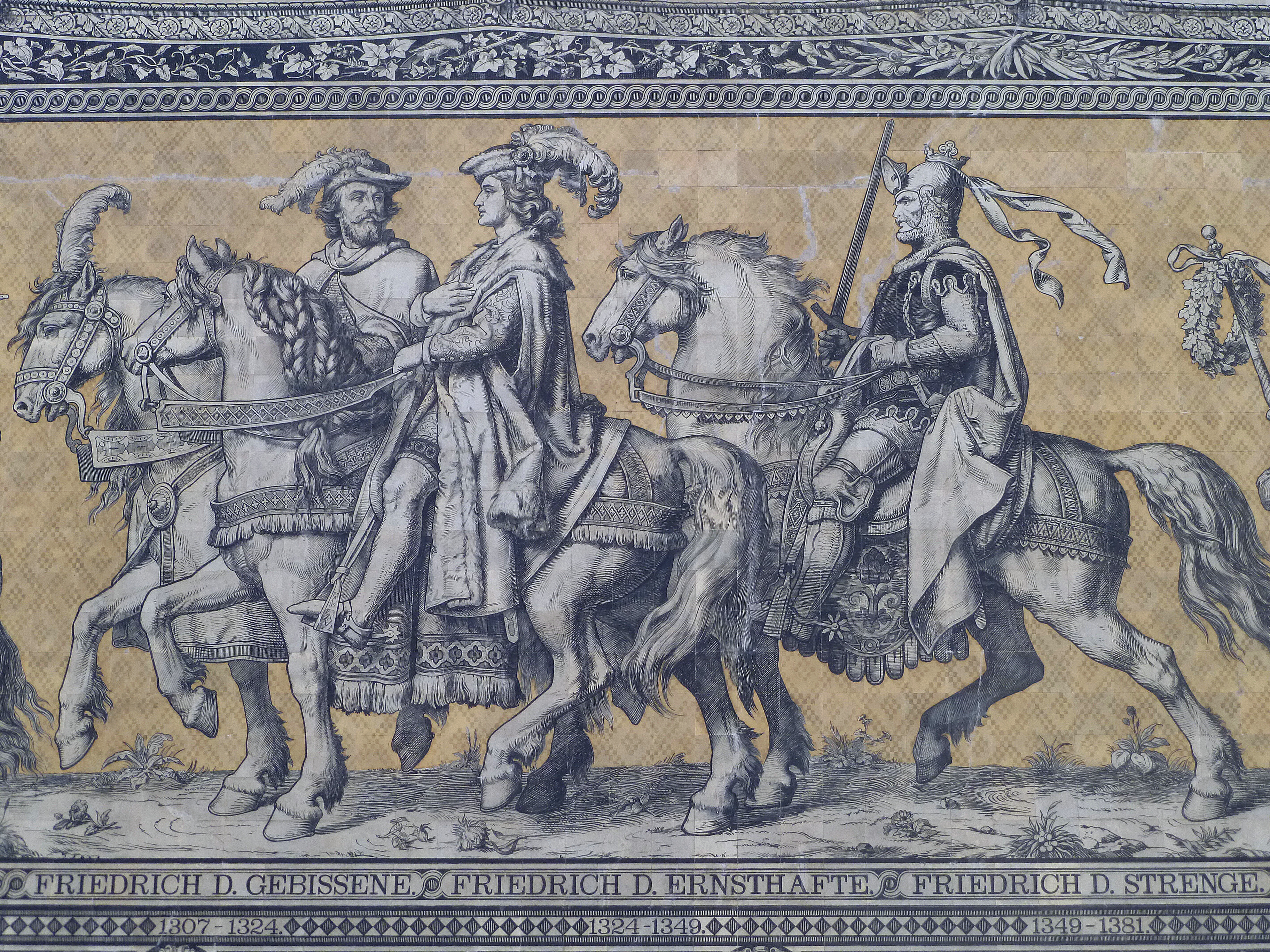
Frédéric le Sévère (à droite) avec son père Frédéric II le Sérieux et son grand-père Frédéric Ier le Mordu (à gauche), Fürstenzug, Dresde.

Fils aîné du margrave Frédéric II le Sérieux (1310-1349) et de son épouse Mathilde de Bavière (1313-1346), fille de l'empereur Louis IV, Frédéric III appartenait à la première branche de la maison de Wettin. Il est un ancêtre des familles royales de Bulgarie, du Royaume-Uni (les Saxe-Cobourg-Gotha), de Belgique (les Saxe-Cobourg-Saalfeld) et du Portugal (Saxe-Cobourg-Gotha), mais aussi de tous les autres membres appartenant aux différentes maisons de Saxe. Les électeurs puis rois de Saxe appartiennent à la sixième branche des Wettin, ils ont pour ascendant Albert III (1443-1500), fils du duc Frédéric II de Saxe, lui-même issu de la première branche de la dynastie.

## Biographie
À la suite de la mort de son père le 18 novembre 1349, Frédéric a succédé en tant que margrave de Misnie et landgrave de Thuringe. Il assume également la régence pour ses frères cadets Balthazar (1336-1406), Louis (1341-1382) et Guillaume (1343-1407). Lorsqu'ils deviennent adultes, Balthazar et Guillaume ont régné conjointement avec lui ; Louis a été destiné à une carrière ecclésiastique. 
Par son mariage avec la comtesse Catherine de Henneberg, il acquiert les domaines autour de Cobourg en Franconie (Pflege Coburg) ; en 1353, il reçoit le territoire en fief du roi Charles IV de Luxembourg. Le terrain franconien, germe de la future Saxe-Cobourg, resta à la maison de Wettin jusqu'en 1918. 
Il racheta également les fiefs d'Elgersburg et de Zörbig, une partie du margraviat de Landsberg ainsi que la ville de Sangerhausen. Par une série de victoires, il força le bailli (Vogt) de Plauen et les comtes de Schwarzbourg à lui céder une partie de leurs terres. En 1372, il apporta son appui au landgrave Henri II de Hesse avec lequel il anéantit les chevaliers rebelles de la ligue de l’Étoile (Sternerbund) alliés au duc Othon Ier de Brunswick-Göttingen. 
Il mourut le 21 mai 1381 à Altenbourg et fut enterré dans l'abbaye d'Altzelle. L'année suivante, par un traité conclu à Chemnitz, le patrimoine des Wettin est partagé : le frère cadet Balthazar a reçu le landgraviat de Thuringe, lorsque Guillaume Ier recevait la marche de Misnie. Les jeunes fils de Frédéric III, Frédéric le Belliqueux, Guillaume II et Georges, sont mis sous tutelle de leur mère Catherine.

## Mariage et descendance
Frédéric III avait épousé vers 1346 Catherine de Henneberg (1334-1397) de la famille comtale de Henneberg-Schleusingen et héritière de Cobourg. Quatre enfants sont nés de cette union :
- Frédéric (mort en 1350) ;
- Frédéric le Belliqueux (1370-1428), margrave de Misnie à partir de 1407, électeur de Saxe à partir de 1423, épouse Catherine, fille du duc Henri Ier de Brunswick ;
- Guillaume II (1371-1425), margrave de Misnie à partir de 1407, le 16 mai 1413 il épousa Amélie, fille du duc Siemovit IV de Mazovie ;
- Georges (1380-1401).